# Lower Manor Estates
Lower Manor Estates est une communauté située dans la province d'Alberta, dans le centre-est.